# Dom Joaquim
Dom Joaquim is een gemeente in de Braziliaanse deelstaat Minas Gerais. De gemeente telt 4.640 inwoners (schatting 2009).

## Aangrenzende gemeenten
De gemeente grenst aan Alvorada de Minas, Carmésia, Conceição do Mato Dentro, Sabinópolis en Senhora do Porto.